# Paradictyoarthriniaceae
Paradictyoarthriniaceae is een familie van de  Ascomyceten. 

## Geslachten
De familie bevat de volgende geslachten:
- Paradictyoarthrinium